# Rivignano
Rivignano is een gemeente in de Italiaanse provincie Udine (regio Friuli-Venezia Giulia) en telt 4269 inwoners (31-12-2004). De oppervlakte bedraagt 30,5 km², de bevolkingsdichtheid is 134 inwoners per km².
De volgende frazioni maken deel uit van de gemeente: Ariis, Flambruzzo, Sivigliano, Sella.

## Demografie
Rivignano telt ongeveer 1724 huishoudens. Het aantal inwoners steeg in de periode 1991-2001 met 2,0% volgens cijfers uit de tienjaarlijkse volkstellingen van ISTAT.
| Jaar | Inwoneraantal |
| ---- | ------------- |
| 1991 | 3938          |
| 2001 | 4015          |

## Geografie
De gemeente ligt op ongeveer 16 m boven zeeniveau.
Rivignano grenst aan de volgende gemeenten: Bertiolo, Pocenia, Ronchis, Talmassons, Teor, Varmo.